# Giuseppe Luigi Trevisanato
Giuseppe Luigi Trevisanato (né le 15 février 1801 à Venise, et mort le 28 avril 1877 à Venise) est un cardinal italien du XIXe siècle. 

## Biographie
Trevisanato est nommé évêque de Vérone en 1852. Il est promu archevêque d'Udine en 1852 et Patriarche de Venise en 1862. 
Le pape Pie IX le crée cardinal-prêtre lors du consistoire du 16 mars 1863. Trevisanato est aussi un orientaliste renommé  et parle 19 langues orientales et anciennes.

## Succession apostolique
Giuseppe Luigi Trevisanato a ordonné les évêques suivants :
- Évêque Federico Maria Zinelli (it) (1862)
- Évêque Nicolò Frangipane (1866)
- Évêque Salvatore Giovanni Battista Bolognesi (it), C.O. (1871)
- Cardinal Domenico Agostini (1871)